# Узянбаева, Танзиля Хамитовна
Танзиля Хамитовна Узянбаева (род. 2 января 1953, Смаково, Башкирская АССР) — певица. Народная артистка Республики Башкортостан (1994), заслуженная артистка Российской Федерации (2004).

## Биография
Узянбаева Танзиля Хамитовна родилась 2 января 1953 года в деревне Смаково Мелеузовского района БАССР.
В 6 лет Танзиля с родителями переехала в деревне Туляково. Учась в школе, участвовала в художественной самодеятельности, посещала вокальный и танцевальный кружки Мелеузовского Дворца культуры.
В 1980 году окончила вокальное отделение Уфимского государственного института искусств (класс Б. Н. Валеевой).
Работает с 1980 года солисткой эстрады Башкирской филармонии, с 1981 года — в фольклорном ансамбле «Ядкар», с 2006 года преподаёт в Уфимском училище искусств, с 2009 года — в Уфимской государственной академии искусств.
Гастролировала в России, за рубежом (Германия, Греция, Индия, Франция, Япония и др.).

## Репертуар
Башкирские народные песни «Баяс», «Зюльхизя», «Иремель», «Салимакай», «Таштугай», «Дошман ҡырҙы Салауат» («Салават сражался с врагом»), «Бөҙрә тал» («Кудрявая ива»), «Ғәфифә» («Гафифа»), «Тирмә» («Юрта»), «Туғанай» («Сестрёнка»), «Дала» («Степь»)
Кубаиры «Башҡорт иле» («Страна башкир»), «Уралға мәҙхиә» («Ода Уралу»), «Ҡурайға мәҙхиә» («Ода кураю») и мунажаты «Ураҙа мөнәжәте» («Мунажат Уразы»), «Уҡыйыҡ намаҙ, уҡыйыҡ Ҡөрьән» («Читаем намаз, читаем Коран»), «Нәсихәт мөнәжәте» («Мунажат назидание»);
Песни и романсы Х. Ф. Ахметова, З. Г. Исмагилова, Т. Ш. Каримова, Р. А. Муртазина, К. Ю. Рахимова, Р. Х. Сахаутдиновой, Р. М. Хасанова и др. Песни татарских композиторов А. З. Монасыпова, С. Г. Садыковой, Р. М. Яхина.

## Награды и звания
- Лауреат Республиканского конкурса молодых певцов на приз имени Г. Альмухаметова (1972).
- Заслуженная артистка Башкирской АССР (1986)
- Народная артистка Республики Башкортостан (1994)
- Заслуженная артистка Российской Федерации (2004)